# Doctor en Casa
Doctor en Casa (DEC) es un programa de televisión chileno, presentado por el Dr. Claudio Aldunate. Es parecido a Doctor in the House y Un doctor en mi casa.
Se estrenó el 1 de agosto de 2011.
A partir de 2014, su conductor, comenzó la producción de un programa de similares características, en un formato más centrado en el respaldo profesional, con un enfoque educacional, bajo el nombre de Doctor en Casa. Su emisión, a la fecha, está a cargo de los canales TVR, TVO San Vicente, Telecanal Santa Cruz, de lunes a sábado, en horario de mediodía y media tarde y en otros canales del país en diferentes horarios.
Dr. TV fue producido y transmitido por Mega, el programa es una versión chilena del programa estadounidense The Dr. Oz Show.
A partir del 29 de mayo de 2012 es cambiado de horario, debido a una baja considerable de índice de audiencia en su bloque de las 11:30 hrs., y es por ello que es trasladado a las 14:30 hrs., previo al programa Caso cerrado, que en ese entonces se emitía por el canal privado. Esta estrategia benefició al programa, que duplicó la sintonía que venía sacando de su antiguo horario.[cita requerida]
En 2013 el programa no se emitió debido a que Aldunate asumió la conducción de un nuevo programa de servicio social junto a la abogada Macarena Venegas, llamado A viva voz. Tras el término abrupto de ese, Aldunate dejó Mega a finales de ese año. Interactuaba con el público y cada semana se conocía el caso de una familia en la que uno de sus miembros requería una cirugía para sobrevivir o mejorar su calidad de vida. 
El programa se encargaba de forma económica los gastos de la operación, siendo un apoyo directo a las familias afectadas.

## Concepto
El programa es un talk show presentado por el médico-cirujano chileno Claudio Aldunate, quien durante el programa presenta informes sobre la salud.